# ポルシェ・ケイマン
ケイマン（Cayman）は、ドイツの自動車メーカーポルシェが製造する2人乗りスポーツカーで、オープンカーである「ボクスター」（987型）から派生したクーペモデルである。
車名はアリゲーター属の爬虫類である「ケイマン」（Caiman）に由来する。トランスミッションやサスペンションなど、ボクスターと部品の多くを共用している。

## 初代 987型（2005年 - 2012年）
車体前半部は基本的にボクスターと同一で、バンパーやヘッドランプなどの外装部品を小変更することで差別化を図っている。クローズドボディとなったことで、曲げ剛性はボクスターの2倍に達した。ねじれ剛性は911（997型）に僅か5 %劣る数値に設定され、997型を超えないように設計された。リヤはハッチバック形式で、ボクスターの後部トランクの容量に加えてエンジン上部のスペースが収納スペースとして加算され、容量約260 Lのラゲッジコンパートメントとなった。フロントには約150 Lのラゲッジスペースを備えている。リアスポイラーは120 km/hを超えると自動的に8 cm持ち上がってダウンフォースを発生し、80 km/hを下回ると自動的に格納される。
ミッドシップマウントされた水平対向6気筒エンジンは、ボクスターのエンジンブロックを基にボアアップして3,387 ccとしたものに、911（997型）のシリンダーヘッドとクランクケースが組み合わされて造り出された。カムシャフトも997型の911カレラSのものが使用され、可変バルブタイミング・リフト機能「バリオカムプラス」が911以外で初搭載された。ボア φ96 mm×ストローク78 mm、圧縮比は11.1とされた。レッドゾーンはボクスターSのエンジンより100 rpm高められ、最高出力は295 PS/6,250 rpmを発揮した。
トランスミッションは、アイシン製の6速MTと、5速ティプトロニックSを用意。6速MTのギヤ比の設定はボクスターSを基本としているが、1速と2速は加速性能重視のためにローギヤード化された。ティプトロニックSはステアリングにあるボタンを操作することにより、マニュアルでシフトアップ/ダウンさせることも可能である。0 - 100 km/h加速は5.4秒/6.1秒（MT/ティプトロニックS）。機械式LSDはオプションでも選択することはできなかった。
ブレーキディスクローターはフロント側が直径318 mmで厚さ28 mm、リヤ側が直径299 mmで厚さ24 mmであり、前後とも対向4ポットキャリパーが装着された。ホイール径は18インチで、前235/35、後265/40のタイヤが設定された。
2008年11月19日、ロサンゼルスオートショーにてボクスターと同時にビッグマイナーチェンジを発表。ベースグレードを除き新設計の直噴エンジンを搭載。ベースグレードの「ケイマン」の排気量は2,892 ccに拡大され、165 kW（265 PS）/7,200 rpm、300 Nm/4,400 - 6000 rpm。｢ケイマンS｣は3,436 ccに拡大され、235 kW（320 PS）/7,200 rpm、370 Nm/4,750 rpm。トランスミッションはMTが通常モデルが5速から6速に、ティプトロニックSがデュアルクラッチトランスミッションの7速PDKにそれぞれ変更された。フロントおよびリアのバンパーやヘッドランプのデザインに変更が加えられ、エアインテークの形状にボクスターとの差別化が図られた（フロントフォグランプの形状は従来同様に円形）。また、テールランプがLEDとなり、日本仕様車では全車クラリオン製カーナビゲーションが標準装備となった。

### ケイマン
2006年8月にマイナーチェンジを実施。ベースグレードとして2,687 cc水平対向6気筒エンジンを搭載するベースグレード「ケイマン」が追加された。2,687 ccモデルには5速MT仕様と5速ティプトロニックSが用意された。また、オプションで6速MT仕様も設定された。こちらの0 - 100 km/h加速は6.1秒/7.0秒（MT/ティプトロニックS）。

### ケイマンS
2005年9月のフランクフルトショーで「ケイマンS」が発表された。アメリカでの価格は58,900ドルと、ボクスターS（987型・前期モデル）の54,700ドルより僅かに高価な設定とされた。スポーツカーとしての基本要素はリアエンジンよりもミドシップのほうが優れているが、上位車種である911をラップタイムで上回らないように各部の性能を制限して意図的に同時期の911よりも遅くなるように配慮されて設計されていた。

### ケイマンSポルシェデザインエディション1
2007年8月、ポルシェジャパンは、黒を基調とした内外装に加え、足回りをスポーツ化した限定モデル「ケイマンSポルシェデザインエディション1」を限定15台（全世界777台）、車両本体価格953万円で発売すると発表。生産はユーロ圏が10月、その他の地域は11月に開始される。トランスミッションはティプトロニックS（AT）のみの設定であった。オプション装備である「ポルシェ アクティブ サスペンション マネージメント」（PASM）が標準装備され、ホイールは19インチの911ターボホイールを装着。タイヤはフロントが235/35ZR19、リアが265/35ZR19となる。内装に、腕時計「クロノグラフ1」をデザインモチーフした小変更が施されている。動力性能はケイマンSと同一。

### ケイマンSスポーツ
2008年8月5日受注開始。ケイマンSをベースに911GT3のイメージを付与し、最高出力を+8 PSの303 PSに高め、足回りにもPASMを装着したスポーティモデル。車高は10 mm下げられ、19インチスポーツデザインホイールが装着されている。ボディカラーはオレンジとグリーンが標準として用意され、追加またはオプションとしてブラック、ガーズレッド、スピードイエローなども選択可能。トランスミッションはティプトロニックS（AT）のみの設定。
世界限定700台の内、日本には10台が導入されるが、その日本仕様には室内センサー付きアラームシステムとレッドテールランプが特別装備される。価格はベース車両のケイマンSに対し、166万円高の994万円となっている。

### ケイマンR
2010年12月14日、「ケイマンシリーズ」のフラッグシップモデルとして発売された。エンジン排気量はケイマンSと同じ3,436 ccであるが、最高出力が高められ、243 kW（330 PS）/7,400 rpm、370 Nm/4,750 rpmとなった。最高速度は280 km/h。オーディオの廃止、エアコンのオプション化、内装の簡易化、標準より15 kg軽いアルミ製ドア、軽量シートの採用によりケイマンSよりも55 kg軽量化された。外観の差異は専用デザインの固定式リヤスポイラーと、ボディカラーがペリドットメタリックであることのみ。サスペンションの仕様が異なるため、車高はケイマンS比で20 mm低下している。リミテッド・スリップ・リアディファレンシャルが標準装備された。トランスミッションは7速PDKと6速MTが用意された。ベースとなったのは987型ボクスター・スパイダー。

### ケイマンSブラックエディション
2011年7月より全世界500台限定で発売された。ケイマンSをベースにケイマンRと同じ330 PS仕様としたもの。ダッシュボードトリム、シフトレバー/セレクターレバートリム、メーターパネルのダイヤルもブラックとなるなど、内外装の外観上の細かい簡易な変更のみ。

## 2代目 981型（2012年 - 2016年）
2代目となる981c型は、2012年11月28日ロサンゼルスオートショー2012で発表された。最高出力278 PSの「ケイマン」と、329 PSの「ケイマンS」の2モデルが用意される。ヘッドランプやサイドエアインテークの形状などは981型ボクスターを受け継いだ。トランスミッションは6段MTまたは7段PDKが装着された。デザインの変更により、後部トランクは先代と比較して大幅に容量が減った。詳細は981型ボクスターの項を参照。
日本での予約受注は2012年（平成24年）12月18日から開始された。

### ケイマンGTS
排気量3.4 Lの340 psエンジンを積む。PASM、スポーツクロノパッケージ、20インチホイール、スポーツシートなどが標準装備された。価格は6段MTが915万円、7段PDKが979万円。

### ケイマンGT4
2015年7月より販売が開始された追加モデル。日本では2015年（平成27年）2月より予約が始まった。
上位車種である911カレラのベースグレードを35 ps上回る385 psを発生する3.8 Lエンジンを搭載したことが最大の特徴で、外装には固定式の大型リアウイング、専用リップスポイラーなどを装備。ブレーキをはじめ991型GT3の足まわりが多数流用され、車高はオリジナルと比較して30 mm下げられた。また、オプションでリアロールケージ、消火器、ドライバー席の6点シートベルトの装着も可能。これらの装備はドイツモータースポーツ連盟（DMSB）によるイベント向け規定をクリアするものであるとされた。
エンジン本体は991型のカレラS用と同一であるが、出力はカレラS比でマイナス15 psとなっており、これは911と異なる排気管の取り回しの都合上とされている。トランスミッションは6速マニュアルのみで、ギア比を含め既存のケイマンS、ケイマンGTS用と同一だが、シフトレバーは20 mm短縮された。PDKは新規開発する余力が無かったという理由で見送られた。

## 3代目 982型 718ケイマン（2016年 - ）

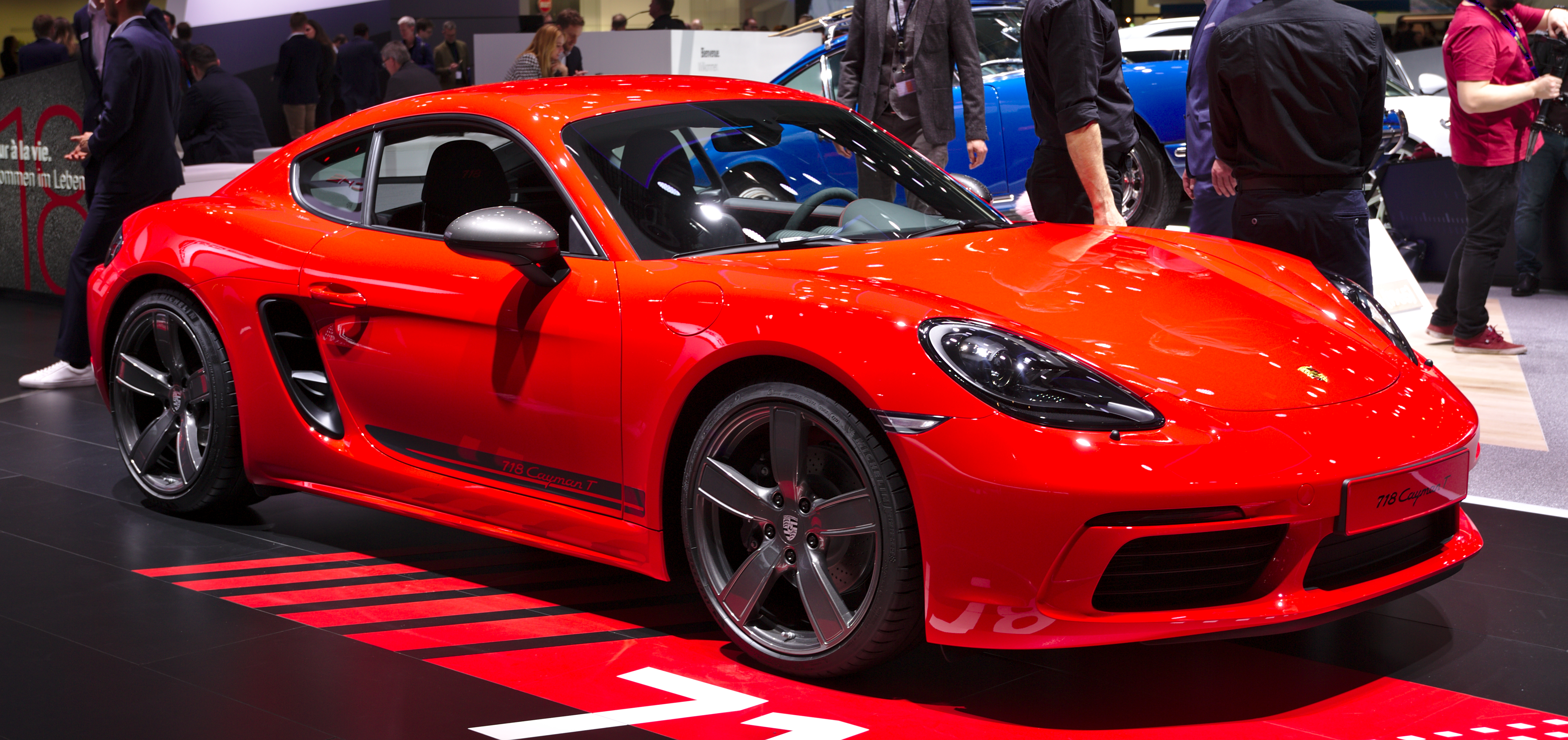

2015年12月10日に発表され、ボクスターとともに2016年度中に導入。一部のグレードを除き、それまでの水平対向6気筒自然吸気エンジンから水平対向4気筒ターボエンジンに変更された。
本モデルより車名は「ケイマン」から「718ケイマン」に変更される。「ボクスター」も同様に「718ボクスター」となる。718の名称は、1957年に製作された4気筒のミッドシップレーシングカー「718」に由来する。